# Amelie Deuflhard

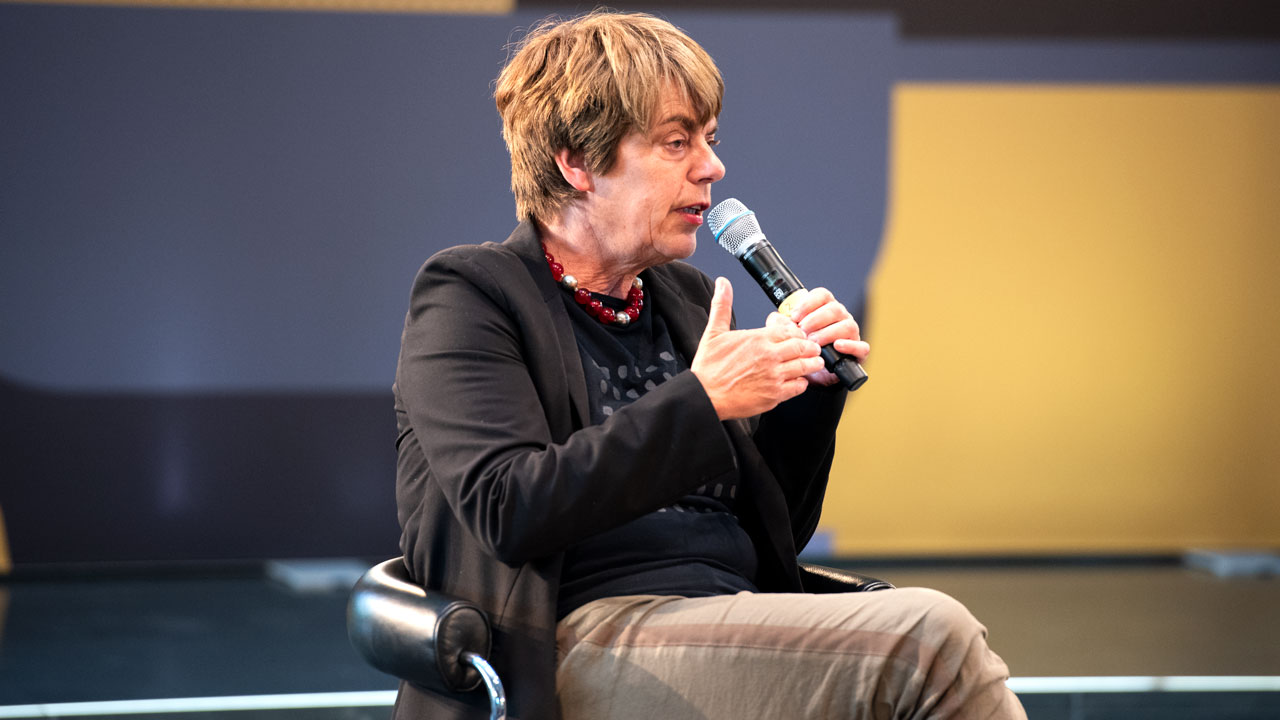
Amelie Deuflhard (2019)

Amelie Deuflhard , geborene Böck (* 1959 in Stuttgart) ist eine deutsche Theaterproduzentin und -intendantin. Derzeit ist sie künstlerische Leiterin des Kulturzentrums Kampnagel in Hamburg.

## Leben und Schaffen
Deuflhard, Tochter des Arztes Fritz Böck und der Elisabeth Frings und Urenkelin des Politikers Joseph Frings, wurde als Schwester von Johannes und Alexander Böck geboren und wuchs in Stuttgart auf.
Nach ihrem Abitur studierte sie Romanistik, Geschichte und Kulturwissenschaften in Frankfurt am Main, Tübingen und Montpellier. Nach ihrem Studium arbeitete sie als wissenschaftliche Mitarbeiterin an der Universität Tübingen und im Landesmuseum für Technik und Arbeit in Mannheim. 1986 zog sie mit ihrem damaligen Ehemann nach Berlin, wo bald darauf ihr erstes Kind geboren wurde, und arbeitete dort seit 1996 als freie Produktionsleiterin für freie Theater, Tanz- und Musikprojekte.
Im Jahr 1998 übernahm sie die Produktionsleitung und Leitung der Öffentlichkeitsarbeit der Berliner Sophiensaele, im Jahr 2000 schließlich deren Geschäftsführung und Intendanz. Während ihrer Zeit entwickelten sich die Sophiensaele zu einem zentralen Ort in Deutschland für die Freie Theaterszene. Im Jahr 2003 übernahm Deuflhard den Vorsitz des Vereins Zwischen Palast Nutzung, der eine künstlerische Bespielung des damals bereits entkernten Palasts der Republik zum Ziel hatte. 2004 übernahm sie schließlich zusammen mit Matthias Lilienthal und Philipp Oswalt die künstlerische Leitung des Projekts Volkspalast, einer festivalartigen Bespielung des Palasts der Republik. Die Bespielung befeuerte die Debatte über die Nutzung des Areals und den Abriss und Rekonstruktion des Berliner Stadtschlosses.
2007 übernahm Deuflhard die künstlerische Leitung und Geschäftsführung von Kampnagel in Hamburg, Deutschlands größter freien Spiel- und Produktionsstätte für die Darstellenden Künste. In ihrer Zeit als künstlerische Leiterin hat Deuflhard Kampnagels internationales Renommé als freie Spiel- und Produktionsstätte für Darstellende Künste deutlich stärken können. Im Sommer 2016 verlängerte sie ihren Vertrag zum zweiten Mal bis ins Jahr 2022.
Sie war bis zu dessen Tod mit dem Mathematiker Peter Deuflhard verheiratet und hat vier Kinder.

## Soziales Engagement
Anfang Dezember 2014 eröffnete das Kampnagel mit der Gruppe Baltic Raw Org die sogenannte „EcoFavela Lampedusa Nord“. Im Rahmen dieses Projekts findet eine 24 Stunden Performance statt, welche die als Quartier für Lampedusa in Hamburg Flüchtlinge genutzt wird. Kurz darauf stellte der Hamburger Alternative-für-Deutschland-Landesvorstand, Jörn Kruse  und Bernd Baumann, bei der Staatsanwaltschaft Strafanzeige gegen Deuflhard wegen des „Verdachts der Beihilfe zu Ausländerstraftaten sowie des Verdachts der Untreue“. Ein paar Monate später gab die Staatsanwaltschaft bekannt, gegen Deuflhard zu ermitteln wegen „Beihilfe zum Verstoß gegen das Aufenthaltsrecht für Ausländer“. Deuflhard gab daraufhin an, das Projekt dennoch weiterführen zu wollen.
Außerdem ist sie Mitglied des Kuratoriums der „Stiftung Nachbarschaft“ des Hamburger Wohnungsunternehmens SAGA.

## Auszeichnungen
- 2012: Im März 2012 erhielt Amelie Deuflhard als „eine Theatergründerin im besten Wortsinn“ den Caroline-Neuber-Preis der Stadt Leipzig.[17]
- 2013: Im November 2013 wurde sie zum Chevalier des Arts et des Lettres ernannt.[18][19]
- 2016: Amelie Deuflhard wurde für ihr zivilgesellschaftliches Engagement mit dem Goldenen Lot des Verbandes Deutscher Vermessungsingenieure (VDV) ausgezeichnet.[20][21]
- 2022: Theaterpreis Berlin[22]

## Interviews
- Tina Mendelsohn: Gespräch mit Amelie Deuflhard. Zur AfD-Strafanzeige wegen Kunstaktion. Laborartige Beschäftigung von Flüchtlingen in einem Objektkunstraum von Baltic raw org.[23]

## Publikationen
- (Hrsg.): Volkspalast. Zwischen Aktivismus und Kunst. Zum: Palast der Republik in Berlin; Theater der Zeit, Berlin 2006, ISBN 3-934344-72-0.
- (Hrsg.): Spielräume produzieren. Sophiensaele 1996–2006. Theater der Zeit, Berlin 2006, ISBN 978-3-934344-78-5.